# Aeroportul Taplejung
Aeroportul Taplejung (IATA: TPJ, ICAO: VNTJ) este un aeroport din Central Development Region⁠(d), Nepal ce deservește zona Phungling⁠(d). Aeroportul a fost tranzitat în 2019 de 2.097 de pasageri. A fost numit după zona deservită.
Situat la o altitudine de 732 m, aeroportul dispune de o singură pistă.